# アレックス・マクリーシュ
アレックス・マクリーシュ（Alex McLeish, 1959年1月21日 - ）は、スコットランド・グラスゴー出身の元サッカー選手、現サッカー指導者。スコットランド代表であった。選手時代のポジションはディフェンダー（センターバック）。スコットランドサッカーの殿堂 (Scottish Football Hall of Fame) の一員である。
1970年代後半から1990年代前半にかけてのアバディーンFCの黄金期に、スコティッシュ・プレミアリーグで約500試合に出場した。スコットランド代表としては、1980年代から1990年代前半にかけて77キャップを記録し、3度のFIFAワールドカップに出場した。
1994年、マザーウェルFCの監督に就任して指導者の道を歩み始め、レンジャーズFC監督時代には2度のスコティッシュ・プレミアリーグ優勝と計5度のスコティッシュ・カップ / スコティッシュリーグカップ優勝を果たした。2007年、UEFA EURO 2008予選を戦っている最中のスコットランド代表監督に就任したが、あと一歩のところでUEFA EURO 2008本大会出場を逃し、予選終了後の同年11月に退任。その後すぐ、イングランド・プレミアリーグのバーミンガム・シティFC監督に就任した。バーミンガムは2007-08シーズン終了後にフットボールリーグ・チャンピオンシップ降格となったが、2008-09シーズン終了後にプレミアリーグ返り咲きを決めた。2010-11シーズンにはフットボールリーグカップで優勝したが、再びチャンピオンシップ降格となった。降格決定後にバーミンガム監督を辞任し、ライバルのアストン・ヴィラFC監督に就任。マクリーシュはバーミンガムから直接アストン・ヴィラの監督に就任した初の監督となり、両クラブで指揮経験のある2人目（1人目はロン・サウンダース）の監督となった。2011-12シーズンはかろうじて降格を回避する順位に終わり、シーズン終了後に解任された。スコットランドのサッカー界に対する顕著な功績が認められ、2008年にアバディーン大学の名誉博士号を授与された。

## 経歴

### 初期の経歴
父親は造船所で働く労働者であり、妹と弟がひとりずついる。アレックスはグラスゴーのデューク・ストリート病院で生まれ、幼児期はパークヘッド地区とキニング・パーク地区で暮らした。アレックスが就学年齢に達してすぐ、マクリーシュ家はグラスゴー郊外のバーヘッドやレンフルーシャーに引っ越し、スプリングヒル小学校、バーヘッド高校、ペイズリーのジョン・ニールソン高校に通ったが、バーヘッド高校の一学年上には後にアバディーンFCやスコットランド代表でチームメイトになるピーター・ウィアーが在籍していた。少年時代にはウィアーとともにバーヘッド・ユースクラブでプレーし、またグラスゴー・ユナイテッドFCやハミルトン・アカデミカルFCの下部組織でもプレーした。1976年、グラスゴー・Uの一員として出場した地元の大会でアバディーンのアリー・マクリョート監督などに見染められ、試合の翌日にはアバディーンとの契約を済ませた。スコットランド代表デビューを飾ってからも、アレックスの父親はアレックス・ファーガソン監督に対して、アレックスが会計士の勉強を続けるよう説得するように求めた。

### 選手経歴

#### クラブ
アバディーンに加入してからの2シーズンは、その大半をリザーブチームで過ごし、また地元のルイス・ユナイテッドFCのジュニアチームにレンタル移籍した。1978年1月2日のダンディー・ユナイテッドFC戦で、ビリー・マクニール監督の下で公式戦デビューした。1978年にはファーガソン監督が就任し、1978-79シーズンのスコティッシュリーグカップでは決勝に進出したが、レンジャーズFCに1-2で敗れた。しかし、アバディーンは1979-80シーズンからの7シーズンで8個の国内タイトルと2個の国際タイトルを獲得する黄金期を築いた。1981-82シーズンのスコティッシュ・カップ決勝ではレンジャーズに4-1で快勝し、マクリーシュはこの試合でアバディーンでの200試合出場を達成。1982-83シーズンのUEFAカップウィナーズカップではレアル・マドリード（スペイン）に勝利して優勝した。この黄金期には、クラブでも代表でもウィリー・ミラーやジム・レイトンなどと堅固な守備組織を構築した。1986年にファーガソン監督がマンチェスター・ユナイテッドFC（イングランド）監督に就任し、マンチェスター・Uはマクリーシュの獲得を試みたが、契約には至らなかった。また、トッテナム・ホットスパーFCとも交渉が行われた。2つの国内カップ戦で優勝した1990年にはスコットランド・サッカー記者協会年間最優秀選手賞を受賞した。ミラーが現役引退するとアバディーンのキャプテンの座を引き継いだ。

#### 代表
アバディーンのリザーブチームでプレーしていた時にU-21スコットランド代表に初招集された。この時の監督はアリー・マクリョートであり、かつてアバディーンを率いていたマクリョート監督の下で6試合に出場した。1980年3月26日、ポルトガル戦(4-1)でスコットランドA代表デビュー。ジョック・ジステイン監督はアーチー・ゲンミルやグレアム・スーネスとともにマクリーシュを中盤で起用した。1982年にはスペインで開催された1982 FIFAワールドカップに出場し、1次リーグ初戦ではニュージーランドに快勝したが、ブラジル戦とソビエト連邦戦に連敗して1次リーグ敗退となった。イギリスからはスコットランドの他にイングランドと北アイルランドも本大会に出場していたが、両国は1次リーグ首位で2次リーグに進出した。1986年にはメキシコで開催された1986 FIFAワールドカップに出場したが、出場機会はデンマーク戦の1試合にとどまり、デンマーク、西ドイツ、ウルグアイと同組となったグループリーグで1分2敗の最下位に終わった。1987年のルクセンブルク戦で50キャップ目を飾り、この試合ではキャプテンを務めた。1990年にはイタリアで開催された1990 FIFAワールドカップに出場し、グループリーグ3試合に出場したが、3大会連続でグループリーグ敗退となった。1993年2月17日、1994 FIFAワールドカップ・ヨーロッパ予選のマルタ共和国戦(3-0)が代表でのラストゲームとなった。ハンプデン・パークで行われたこの試合で77キャップ目を記録した。これはケニー・ダルグリッシュ（102試合）とジム・レイトン（91試合）に次いでスコットランド代表第3位の出場試合数である。

### 指導者経歴

#### 初期の指導者経歴
1994年にはマザーウェルFCに移籍して選手兼任監督となった。初めて指揮を執った1994-95シーズンは、ウォルター・スミス監督率いるレンジャーズFCに次ぐ2位に導いた。1995年に選手生活を終えて指導者に専念したが、1995-96シーズンと1996-97シーズンは上位進出に失敗して残留争いに加わった。1997-98シーズン途中、ハイバーニアンFC監督に就任するためにマザーウェル監督を辞任した。
1998年、残留争いに苦しむハイバーニアン監督に就任し、マクリーシュ体制でわずかに順位を上げたものの、ハイバーニアンはスコティッシュ・プレミアリーグ（1部）からスコティッシュ・ファーストディヴィジョン（2部）に降格した。1998-99シーズンにはファーストディヴィジョンで優勝し、わずか1シーズンでのプレミアリーグ昇格に導いた。昇格初年度の1999-2000シーズンはリーグ戦で中位となり、スコティッシュ・カップで準決勝に進出した。2000-01シーズンはとても力強いスタートを切り、リーグ戦では3位となったほか、スコティッシュ・カップでは決勝に進出した。ウェストハム・ユナイテッドFCやレンジャーズなど、マクリーシュはハイバーニアンより大きなクラブからの関心を集め、またハイバーニアンにはトリニダード・トバゴ代表のラッセル・ラタピーや元フランス代表のフランク・ソゼーなどの有名選手が加入した。マクリーシュは若手ストライカーのケニー・ミラーの成長を助け、ミラーは後にスコットランド代表に選出されるようになった。ハイバーニアンを指揮していた時期にUEFAプロライセンスを取得した。

#### レンジャーズ
2001年12月、レンジャーズの監督に就任。退任したディック・アドフォカート監督がデヴィッド・マーレー会長にマクリーシュを推薦したことがきっかけだった。マクリーシュはすぐに成果を出した。就任時にはすでにリーグ戦の優勝争いから脱落していたが、2001-02シーズンにはスコティッシュ・カップとスコティッシュリーグカップの2冠を達成。ロナルド・デ・ブールやバリー・ファーガソンの活躍もあり、2002-03シーズンには再びカップ戦のダブル（2冠）を達成した。しかし、レンジャーズは財政状況を悪化させ、2003年夏には多くの主力選手がチームを去った。2003-04シーズンはセルティックFCが難なくリーグ優勝を決め、レンジャーズはすべてのタイトルを逃した。有名選手を獲得できず、セルティックとのオールドファームにおいて新記録の7連敗を喫したことから、マクリーシュはサポーターからの強い圧力にさらされた。
2004年夏にはフリートランスファーでジャン＝アラン・ブームソンとダド・プルショを獲得し、2004-05シーズンはセルティックのリーグ支配からの脱却の望みを取り戻した。残り4試合の時点でセルティックに勝ち点5差の2位だったが、最終節までもつれた優勝争いを劇的に制した。2005年夏に使用できる資金は多くなかったが、フリエン・ロドリゲスやイアン・ムライなど多くの選手を加えた。2005-06シーズンは序盤戦でセルティックから勝利を収めるなど、まずまずのスタートを切ったが、9月から11月にかけて成績が落ち込み、クラブワースト記録の10戦未勝利を経験。国内では低迷したものの、ヨーロッパの舞台では快挙を成し遂げた。連続未勝利の10戦目はUEFAチャンピオンズリーグのインテル（イタリア）戦(1-1)だったが、この試合でレンジャーズはクラブ史上初の決勝トーナメント進出を決めた。決勝トーナメント1回戦でビジャレアルCF（スペイン）にアウェーゴール差で敗れたものの、同大会でベスト16となったスコットランドのクラブは1993年までさかのぼる必要があり、また欧州カップ戦のグループステージを突破したスコットランド初のクラブとなった。12月、マーレー会長は公の場でマクリーシュへのサポートを表明した。12月から2006年1月にかけては好調だったが、スコティッシュ・カップではハイバーニアンに0-3で敗れ、アイブロックス・スタジアムの外ではマクリーシュとマーレー会長に対する抗議活動が行われた。2月9日、マーレー会長はシーズン終了後にマクリーシュが退任することを発表し、オリンピック・リヨンを指揮していたポール・ル・グエン監督のレンジャーズ監督就任が発表された。アイブロックスでハート・オブ・ミドロシアンFCを2-0で破った試合がレンジャーズでのラストゲームとなった。

#### スコットランド代表
マクリーシュは「スコットランドのクラブではすべてを成し遂げた」と考え、「レンジャーズを離れた後、スコットランドの他クラブを指揮することはない」と述べた。監督退任後はBBCやセタンタ・スポーツで解説者として働いていたが、イングランドの多くのクラブに興味を持たれていると報じられた。2007年1月29日、スミス監督の後任としてスコットランド代表監督に就任。アシスタントコーチにはロイ・エイトキンとアンディ・ワトソンが就任した。3月24日にハムデン・パークで行われたUEFA EURO 2008予選のジョージア戦が初采配試合となり、この試合に2-1で勝利を収めた。3月28日にアウェーで行われたイタリア戦には0-2で敗れたが、6月にアウェーで行われたフェロー諸島戦には勝利した。9月にホームで行われたリトアニア戦にも勝利し、リトアニア戦の4日後にはパルク・デ・プランスでフランス相手に1-0で歴史的な勝利を収めた。64分にジェイムズ・マクファディンが30ヤードの距離から決めたミドルシュートが決勝点となり、スコットランドは3試合を残してグループBの首位に返り咲いた。この結果はスコットランド代表の歴史上もっとも偉大な勝利のひとつとして称賛された。10月13日にはハムデン・パークでサッカーウクライナ代表に3-1で勝利したが、10月17日にはアウェーでジョージアに敗れ、マクリーシュ指揮下での2敗目を喫した。本大会出場は予選最終節に持ち越され、最終節でイタリアに敗れたことでグループ3位での予選敗退が決定した。このイタリア戦がスコットランド代表でのラストゲームとなった。

#### バーミンガム・シティ

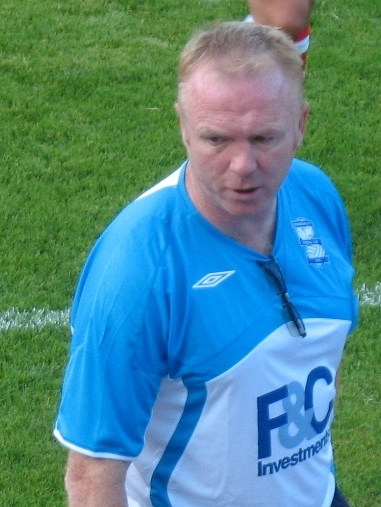
バーミンガムでのマクリーシュ

イングランド・プレミアリーグのバーミンガム・シティFCは、スコットランドサッカー協会(SFA)に対してマクリーシュとの交渉の許可を求めたが、この申し出はSFAによって拒否された。しかし、11月27日に2010 FIFAワールドカップ・ヨーロッパ予選の組分け抽選会から戻ったマクリーシュは、スコットランド代表監督を辞任し、その翌日に3年半契約でのバーミンガム監督就任を発表した。スコットランド代表でマクリーシュのアシスタントコーチを務めたロイ・エイトキンとアンディ・ワトソンも付き従った。マクリーシュは「毎日選手と一緒にいる仕事に戻りたかったし、イングランド・プレミアリーグの監督就任への欲求は常に心に抱いていた」と語った。トッテナム・ホットスパーFC戦が初采配試合となり、アウェーで3-2の勝利を収めた。2008年1月の移籍市場では構想外の数選手を放出して補強資金を捻出し、デヴィッド・マーフィーとJ・マクファディンを完全移籍で獲得したほか、U-20アルゼンチン代表のマウロ・サラテをレンタル移籍で獲得。シーズン最終節ではブラックバーン・ローヴァーズFCに4-1で大勝したが、バーミンガムは降格を回避できなかった。2008年夏には裏方スタッフの配置換えや練習方法の変更などを行った。デヴィッド・ワトソンがキーパーコーチに就任したほか、スカウト組織を丹念に調べ、比較的無名だったディディエ・ドログバをウェストハム・ユナイテッドFCに推薦した（契約には至らなかった）ことで知られるポール・モンゴメリーを海外選手のリクルート用に招聘した。2008-09シーズンは最終節まで昇格争いがもつれたが、シーズン最終節、昇格を争うライバルのレディングFCに2-1で勝利してプレミアリーグ昇格を決めた。2009年後半から2010年1月中旬にかけて、トップリーグではクラブ新記録となる12戦無敗を記録し、また9試合続けて同じスターティングメンバーを選んでプレミアリーグ記録を作った 。2009年12月にはバーミンガムの監督として初めてリーグの月間最優秀監督に選出された。
最終的には過去50年間で最高位となる9位に導いた。
2009-10シーズンの成功が評価され、2010年9月、バーミンガムとの契約を3年間延長した。2011年2月、ウェンブリー・スタジアムで行われたフットボールリーグカップ決勝でアーセナルFCに2-1で勝利した。しかし、リーグカップ優勝後はリーグ戦で不振にあえぎ、シーズン最終節にチャンピオンシップ降格が決定した。クラブ首脳陣はマクリーシュが留任することを確信し、また1シーズンでのプレミアリーグ復帰を期待していたが、マクリーシュは2011年6月12日、電子メールでクラブに辞任の意思を伝えた.。

#### アストン・ヴィラ
バーミンガムを去ってからわずか5日後の2011年6月17日、バーミンガムのライバルであるアストン・ヴィラFC監督に就任。アストン・ヴィラはジェラール・ウリエ監督が心臓の問題で退いていた。この転籍は大きな議論を巻き起こし、バーミンガムは「マクリーシュはまだバーミンガムとの契約下にあった」と主張して告訴を提起し、一方のアストン・ヴィラは「マクリーシュはフリーエージェントであった」と主張した。ライバルクラブを指揮していたマクリーシュの就任に抵抗を感じるサポーターも多く、一部のサポーターはヴィラ・パークの外から抗議の声を挙げたほか、練習場の外側壁面にはアンチ・マクリーシュ派によって落書きが行われた。マクリーシュは手始めにマンチェスター・シティFCからキーパーのシェイ・ギヴンを獲得し、ウィガン・アスレティックFCからウイングのシャルル・ヌゾクビアを獲得。公式戦初采配はクレイヴン・コテージで行われたフラムFC戦(0-0)となった。ブラックバーン戦(3-1)でプレミアリーグ初勝利を挙げたが、その後はウィガン戦(2-0)に勝利するまで4試合連続で引き分けに終わった。2011-12シーズン開幕から6戦無敗の好スタートを切ったが、マンチェスター・C相手に1-4で大敗して記録が途絶えた。12月にはチェルシーFCから望外の勝利を収め、2012年1月にはロサンゼルス・ギャラクシーからロビー・キーンを短期間の契約で獲得。キーンはウルヴァーハンプトン・ワンダラーズFC戦(3-2)で2得点を挙げるなど、6試合出場3得点の活躍でチームを盛りたてた。しかし、3月にキャプテンのスティリアン・ペトロフが急性白血病の診断を受けてチームから離脱すると、アストン・ヴィラは残留争いに巻き込まれ、18位で降格したボルトン・ワンダラーズFCとわずか勝ち点2差の16位に終わった。ホームではクラブ史上最少の4勝（7分8敗）に留まり、5月14日、シーズン終了の翌日にクラブとの契約が解除された。不満の残る成績とプレーの質が契約解除の理由に挙げられた。アストン・ヴィラでの勝率は21.4%であり、歴代のアストン・ヴィラ監督の中で最も悪い記録となった。

## 個人成績

### 指導者としての記録
2018年11月20日時点
| チーム                       | 就任           | 退任           | 記録   | 記録 | 記録 | 記録 | 記録   |
| チーム                       | 就任           | 退任           | 試合数 | 勝利 | 引分 | 敗北 | 勝率   |
| ---------------------------- | -------------- | -------------- | ------ | ---- | ---- | ---- | ------ |
| マザーウェルFC               | 1994年7月13日  | 1998年2月10日  | 156    | 48   | 45   | 63   | 030.77 |
| ハイバーニアンFC             | 1998年2月11日  | 2001年12月11日 | 164    | 77   | 42   | 45   | 046.95 |
| レンジャーズFC               | 2001年12月13日 | 2006年5月8日   | 235    | 155  | 44   | 36   | 065.96 |
| スコットランド代表           | 2007年1月29日  | 2007年11月27日 | 10     | 7    | 0    | 3    | 070.00 |
| バーミンガム・シティFC       | 2007年11月28日 | 2011年6月12日  | 168    | 62   | 51   | 55   | 036.90 |
| アストン・ヴィラFC           | 2011年6月17日  | 2012年5月14日  | 42     | 9    | 17   | 16   | 021.43 |
| ノッティンガム・フォレストFC | 2012年12月27日 | 2013年2月5日   | 7      | 1    | 2    | 4    | 014.29 |
| KRCヘンク                    | 2014年8月22日  | 2015年6月22日  | 35     | 18   | 10   | 7    | 051.43 |
| アル・ザマレク               | 2016年2月28日  | 2016年5月2日   | 10     | 6    | 2    | 2    | 060.00 |
| スコットランド代表           | 2018年2月16日  | 2019年4月18日  | 12     | 5    | 0    | 7    | 041.67 |
| 通算                         | 通算           | 通算           | 839    | 388  | 213  | 238  | 046.25 |

## タイトル

### 選手時代
アバディーンFC
- スコティッシュ・プレミアリーグ (3) : 1979-80, 1983-84, 1984-85
- スコティッシュ・カップ (5) : 1981-82, 1982-83, 1983-84, 1985-86, 1989-90
- スコティッシュリーグカップ (2) : 1985-86, 1989-90
- UEFAカップウィナーズカップ (1) : 1982-83
- UEFAスーパーカップ (1) : 1982-83

### 指導者時代
マザーウェルFC
- スコティッシュ・プレミアリーグ 準優勝 (1) : 1994-95

ハイバーニアンFC
- スコティッシュ・ファーストディヴィジョン (1) : 1998-99
- スコティッシュ・カップ 準優勝 (1) : 2000-01

レンジャーズFC
- スコティッシュ・プレミアリーグ (2) : 2002-03, 2004-05
- スコティッシュ・カップ (2) : 2001-02, 2002-03
- スコティッシュリーグカップ (3) : 2001-02, 2002-03, 2004-05

バーミンガム・シティFC
- フットボールリーグ・チャンピオンシップ 準優勝 (1) : 2008-09
- フットボールリーグカップ : 2010-11

### 個人タイトル
- スコットランドサッカーの殿堂 : 2005[70]

スコティッシュ・プレミアリーグ月間最優秀監督 (9) : 2000年10月, 2002年2月, 2002年9月, 2003年2月, 2003年8月, 2003年9月, 2004年11月, 2005年2月, 2006年1月
プレミアリーグ月間最優秀監督 (1)  : 2009年12月